# Карвиц
Карвиц (нем. Karwitz) — община в Германии, в земле Нижняя Саксония.
Входит в состав района Люхов-Данненберг. Подчиняется управлению Эльбталауэ. Население составляет 785 человек (на 31 декабря 2010 года). Занимает площадь 31,65 км².
Коммуна подразделяется на 7 сельских округов.